# ماساکازو کانکو
ماساکازو کانکو (انگلیسی: Masakazu Kaneko؛ زادهٔ ۲۴ ژانویهٔ ۱۹۷۸) کارگردان فیلم، و فیلم‌نامه‌نویس اهل ژاپن است.